# Denisa Costescu
Denisa Costescu (n. 26 ianuarie 1976) este o fostă atletă română.

## Carieră
Sportiva a fost specializată în probele de 3000 m, 5000 m și cros. În anul 1992 a obținut medalia de argint la Campionatul Mondial de Cros de Juniori de la Boston cu echipa României, alcătuită de Elena Coșoveanu, Denisa Costescu, Gabriela Szabo și Ileana Dorca. Anul următor a obținut medalia de bronz la Campionatul European de Juniori de la San Sebastián la 3000 m în urma Gabrielei Szabo și a finlandezei Annemari Sandell. În 1995 a cucerit titlul la Campionatul European de Juniori de la Nyíregyháza.
La Campionatul European de Cros din 1999, la Velenje, atleta a obținut medalia de argint cu echipa României (Constantina Diță-Tomescu, Iulia Olteanu-Negură, Lelia Deselnicu, Denisa Costescu). La Campionatul Mondial Universitar de Cros din 2002 a cucerit două medalii, aurul la individual și bronzul cu echipa.
Denisa Costescu este căsătorită cu Ovidiu Olteanu, fost alergător de performanță. În 2003 s-au stabilit în Statele Unite ale Americii.

## Realizări
| An   | Competiție                                      | Locație                        | Loc | Eveniment  | Note     |
| ---- | ----------------------------------------------- | ------------------------------ | --- | ---------- | -------- |
| 1991 | Campionatul Mondial de Cros de Juniori (sub 20) | Anvers, Belgia                 | 88  | 4,435 km   | 15:55    |
| 1991 | Campionatul Mondial de Cros de Juniori (sub 20) | Anvers, Belgia                 | 9   | echipe     | 15:55    |
| 1992 | Campionatul Mondial de Cros de Juniori (sub 20) | Boston, Statele Unite          | 10  | 4,005 km   | 14:05    |
| 1992 | Campionatul Mondial de Cros de Juniori (sub 20) | Boston, Statele Unite          | 2   | echipe     | 14:05    |
| 1993 | Campionatul Mondial de Cros de Juniori (sub 20) | Amorebieta-Etxano, Spania      | 37  | 4,45 km    | 15:26    |
| 1993 | Campionatul Mondial de Cros de Juniori (sub 20) | Amorebieta-Etxano, Spania      | 4   | echipe     | 15:26    |
| 1993 | Campionatul European de Juniori (sub 20)        | San Sebastián, Spania          | 3   | 3000 m     | 9:13,03  |
| 1994 | Campionatul Mondial de Cros de Juniori (sub 20) | Budapesta, Ungaria             | 21  | 4,3 km     | 15:15    |
| 1994 | Campionatul Mondial de Cros de Juniori (sub 20) | Budapesta, Ungaria             | 4   | echipe     | 15:15    |
| 1995 | Campionatul Mondial de Cros de Juniori (sub 20) | Durham, Marea Britanie         | 29  | 4,47 km    | 15:15    |
| 1995 | Campionatul Mondial de Cros de Juniori (sub 20) | Durham, Marea Britanie         | 5   | echipe     | 15:15    |
| 1995 | Campionatul European de Juniori (sub 20)        | Nyíregyháza, Ungaria           | 1   | 3000 m     | 9:13,44  |
| 1995 | Universiada                                     | Fukuoka, Japonia               | 13  | 1500 m     | 4:18,88  |
| 1995 | Universiada                                     | Fukuoka, Japonia               | 13  | 5000 m     | 16:25,06 |
| 1997 | Campionatul European de Tineret (sub 23)        | Turku, Finlanda                | 10  | 5000 m     | 16:14,86 |
| 1998 | Campionatul Mondial de Cros                     | Marrakech, Maroc               | 77  | 4 km       | 14:11    |
| 1998 | Campionatul Mondial de Cros                     | Marrakech, Maroc               | 5   | echipe     | 14:11    |
| 1999 | Campionatul Mondial de Cros                     | Belfast, Marea Britanie        | 56  | 4,236 km   | 16:46    |
| 1999 | Campionatul Mondial de Cros                     | Belfast, Marea Britanie        | 5   | echipe     | 16:46    |
| 1999 | Campionatul European de Cros                    | Velenje, Slovenia              | 45  | 5 km       | 21:03    |
| 1999 | Campionatul European de Cros                    | Velenje, Slovenia              | 2   | echipe     | 21:03    |
| 2000 | Campionatul Mondial de Cros                     | Vilamoura, Portugalia          | 33  | 4,18 km    | 13:38    |
| 2000 | Campionatul Mondial de Cros                     | Vilamoura, Portugalia          | 6   | echipe     | 13:38    |
| 2001 | Campionatul European de Cros                    | Thun, Elveția                  | 46  | 4,65 km    | 16:42    |
| 2001 | Campionatul European de Cros                    | Thun, Elveția                  | 6   | echipe     | 16:42    |
| 2002 | Campionatul Mondial de Cros                     | Dublin, Irlanda                | 29  | 4,208 km   | 14:25    |
| 2002 | Campionatul Mondial de Cros                     | Dublin, Irlanda                | 9   | echipe     | 14:25    |
| 2002 | Campionatul Mondial Universitar de Cros         | Santiago de Compostela, Spania | 1   | individual | 20:06    |
| 2002 | Campionatul Mondial Universitar de Cros         | Santiago de Compostela, Spania | 3   | echipe     | 20:06    |

## Recorduri personale
| Probă          | Performanță | Dată              | Locație   |
| -------------- | ----------- | ----------------- | --------- |
| 3000 m         | 9:00,27     | 18 iunie 1993     | București |
| 5000 m         | 15:33,14    | 20 iulie 1997     | București |
| 5000 m în sală | 15:54,86    | 25 februarie 1996 | Stockholm |